# Carlo Reguzzoni
Carlo Reguzzoni, né le 18 janvier 1908 à Busto Arsizio dans la province de Varèse en Lombardie, et mort le 16 décembre 1996 dans la même ville, est un footballeur international italien actif de 1927 à 1948 au poste d'attaquant (avant de devenir ensuite entraîneur).
Il compte une seule sélection nationale en 1940, et 401 matchs de Serie A pour 155 buts.

## Biographie

### Carrière internationale
Il reçoit sa seule sélection à 32 ans avec l'équipe d'Italie, durant sa période à Bologne, le 14 avril 1940, lors d'un match amical contre la Roumanie (victoire 2-1).

## Palmarès
- Avec Bologne :
  - Champion d'Italie en 1936, 1937, 1939 et 1941
  - Vainqueur de la Coupe Mitropa en 1932 et 1934